# 佐藤B作
佐藤 B作（さとう ビーさく、1949年2月13日 - ）は、日本の俳優。本名・佐藤俊夫（さとう としお）
身長163cm。血液型AB型。
福島県福島市出身。福島県立福島高等学校卒業、早稲田大学商学部中退。妻は女優のあめくみちこ（2001年に結婚）、息子は佐藤銀平。劇団東京ヴォードヴィルショー主宰者。UAM株式会社所属（2023年2月より）。

## 来歴・人物
- 福島市の飯坂温泉出身[5]。実家は八百屋（弟が継いでいたが閉業）。小学校4年の時から演劇部に入った[6]。
- 商社マンや外交官など海外に行ける仕事を志し、福島県立福島高等学校、早稲田大学商学部に進学し上京[7]。大学の授業に通っていたのは最初の頃だけで、そのうちジャズ喫茶通いに熱中[7]。そこでみたドラマに刺激を受け役者になりたいと思い立ち早稲田大学の演劇サークル「劇団木霊」に入り、演劇活動に専念。大門正明と斉木しげるは劇団木霊の同期である。
- 早大を中退し、薄田研二が主宰する演技研究所に参加したのち、プロの演劇集団に入るべく多くの劇団を受けるが、福島なまりが抜けていなかったこともあり落ち続けた。アングラ集団「自由劇場」に音声を担当する裏方として出入りするようになる。1973年に劇団東京ヴォードヴィルショーを結成、現在も座長を務めている。
- 1982年からTBS系列で放映開始され高視聴率番組となった萩本欽一バラエティ番組「週刊欽曜日」にレギュラー出演しコントを繰り広げ、全国的な人気を得る[8]。同番組に出演することになったのは、「東京ヴォードビルショー」団員である山口良一がフジテレビ系「欽ドン」のレギュラー出演者に抜擢され、座長として御礼挨拶をしに萩本のもとに出向いた際の佐藤のしぐさなどが萩本に気に入られ、TBSで始める新番組で起用したいと声が掛かった[7]。
- 「砂糖と塩」とかけた洒落で父親が「としお」と命名したと発言。芸名「B作」は、当時ノーベル平和賞を受賞した佐藤栄作元首相にちなんで[9]（A作に対抗してB作とした）。1995年にアフリカのガンビアからノーベル平和賞の受賞者として佐藤栄作の切手が発行されたが、誤って「Bisaku Sato」と表記されていた[10]。アルファベットのEとBが似ているのが原因とみられ、2004年12月8日放送のフジテレビ「トリビアの泉 〜素晴らしきムダ知識〜」で紹介された際に、番組スタッフが本人にこの事実を伝えたところ、「間違いでも気分はいいですね」と話していた[11]。
- 三度結婚しており、一人目の妻とは離婚、銀平の母親で医師だった二人目の妻（目白サトウクリニック院長）とは1998年に沖縄でのダイビング中に不慮の事故で死別している。2001年に現在の妻で女優のあめくみちこと3度目の結婚[12][13]。
- 以前は三木まうす（現:佐渡稔）と漫才コンビを組んで活動。佐藤B作とジミーハーディー（地味そうだが派手の意味）というバンドを組んでいたこともあった。
- 島田紳助とは友人で、紳助の冠番組にも度々登場した。その中で、佐藤の女性関係が非常に乱れていた時期があり、妻に「浮気相手のところに一週間だけ家出させてくれ」と頼んだことや、その他のエピソードを紳助がネタにすることもあった。角野卓造は大学時代からの演劇仲間で50年来の親友でもある。笹野高史も角野と同じく演劇仲間で50年来の親友で2019年には一緒に徹子の部屋へ出演している。
- 2007年12月に行った健康診断で初期の胃がんと診断され、2008年5月1日に手術を行い胃の3分の2を摘出、成功し5月中に退院、その後「渡る世間は鬼ばかり」などテレビ番組で仕事復帰した[14][15]。
- 2010年8月16日に体調を崩し、三越劇場で公演中だった『香華』を8月19日を最後に公演を途中降板[16]。代役は松村雄基が務めた。
- 2010年より故郷である福島県の「しゃくなげ大使」を務めている[17]。2017年には福島市の魅力を国内外に発信する「福島市もりりん大使」にも就任した[18]。
- 妻や佐渡同様、三谷幸喜の舞台に多く出演している。
- 内田康夫原作の小説・『浅見光彦シリーズ』の第1作である『後鳥羽伝説殺人事件』と関わりが深い。2000年と2018年にTBSテレビでドラマ化された際、2作とも主要登場人物の一人である刑事・野上を演じている[注 1]。なお、1998年にも『隠岐伝説殺人事件』で野上とほぼ同じポジションの滝川刑事を演じている[注 2]。
- 2024年2月14日に、第45回松尾芸能賞 優秀賞を受賞した[19]。

## 出演

### テレビドラマ

#### NHK
- 銀河テレビ小説
  - ふるさとシリーズ2 上野駅周辺（1978年） - 安田典夫 役
  - 煙が目にしみる（1981年） - 日暮プロダクションマネージャー 役
- 連続テレビ小説
  - はね駒（1986年） - 吉川勘太郎
  - かりん（1993年 - 1994年） - 黒田忠治 役
- 大河ドラマ
  - 春日局（1989年1月1日〜12月17日） - 三条西公国 役
  - 毛利元就（1997年1月5日〜12月14日） - 平佐就有 役
  - 新選組!（2004年1月11日〜12月12日） - 永井尚志 役
  - 八重の桜（2013年1月6日〜 ） - 田中土佐 役
  - 鎌倉殿の13人（2022年〜） - 三浦義澄 役
- 腕におぼえあり2（1992年） - 浅野仙右衛門 役
- 土曜ドラマ
  - 系列（1993年） - 前畑浩 役
  - 系列 II（1994年） - 前畑浩 役
  - 人生はフルコース（2006年7月8日、15日、22日） - 谷中健一 役
- チンチン電車（1993年9月15日）
- 金曜時代劇「夢暦長崎奉行」（1996年3月 - 9月） - 石本幸三郎 役
- 新・半七捕物帳 第14話「絵馬」（1997年） - 喜助 役
- 正月ドラマ いい旅 いい夢 いい女（1999年1月2日）
- 衛星ドラマ劇場 玩具の神様（1999年）
- 陽炎の辻〜居眠り磐音 江戸双紙〜1-3（2007 - 2009年） - 与力・笹塚孫一 役

#### 日本テレビ系
- 火曜サスペンス劇場
  - わが町（1992年 - 1998年） - 黒土朝男 役
  - 地方記者・立花陽介12「飛騨高山通信局」（1998年12月15日） - 西村刑事 役
- なんて素敵にジャパネスク（1986年12月27日） - 権少将 役
- 奇兵隊（1989年12月30日・31日） - 正八 役
- 竜馬におまかせ!（1996年4月 - 6月 第8話） - 下岡蓮杖 役
- 新・俺たちの旅 Ver.1999（1999年7月3日 - 9月11日） - 谷部長 役
- レッツ・ゴー!永田町（2001年10月10日 - 12月12日） - 江崎良二 役
- 花咲舞が黙ってない 第2シリーズ 第1話「お言葉を返すようですが！痛快ヒロイン、復活!!」（2015年7月8日） - 諸角博史 役
- イノセンス 冤罪弁護士 最終話「怒涛の最終話!! 狂気の殺人犯vs冤罪弁護士」（2019年3月23日） - 草津寛治 役

#### TBS系
- ポーラテレビ小説「発車オーライ」（1981年） - 及川 役
- 毎度おさわがせします第1シリーズ（1985年） - 佐野倉和彦 役
- 早春物語（1986年） - 横谷亮 役
- 金曜日には花を買って（1986年10月10日 - 1987年1月23日） - 沢井公平 役
- ウルトラマンになりたかった男（1993年） - 松田特技監督 役
- 渡る世間は鬼ばかり（2002年 - 2019年） - 金田典介 役
- こちら本池上署シリーズ - 篠田吾郎 役
  - 第1シリーズ（2002年7月8日 - 9月16日）
  - 第2シリーズ（2003年4月14日 - 7月21日）
  - 第4シリーズ（2004年10月11日 - 12月27日）
  - 第5シリーズ（2005年6月13日 - 9月12日）
- 砂の器 第3話「もう戻れない悲しみ」（2004年2月1日）
- 嫌われ松子の一生（2006年10月12日 - 12月21日） - 田所文夫 役
- 官僚たちの夏（2009年8月9日〜） - 古畑晋介 役
- 向田邦子生誕八十年記念スペシャル「母の贈物」（2009年9月） - 米沢亮市 役
- ふつうが一番 —作家・藤沢周平 父の一言—（2016年7月4日） - 木内松五郎 役
- 月曜ドラマスペシャル→月曜ゴールデン→月曜名作劇場
  - 松本清張サスペンス 黒い画集・証言（1992年10月19日） - 奥平正勝 役
  - 浅見光彦シリーズ
    - 浅見光彦シリーズ10「隠岐伝説殺人事件」（1998年3月23日） - 滝川刑事 役
    - 浅見光彦シリーズ14「後鳥羽伝説殺人事件」（2000年9月4日） - 野上部長刑事 役

  - プロデューサー麻生一平の事件ファイル（1998年12月14日） - 中嶋哲也 役
  - 家庭欄記者・鍋嶋六郎 - 尾崎哲夫 役
    - 家庭欄記者・鍋嶋六郎I（1999年6月28日）
    - 家庭欄記者・鍋嶋六郎II（2000年6月26日）

  - 十津川警部シリーズ38「愛と悲しみの墓標」（2007年4月2日） - 岡本警部 役 ※渡瀬恒彦版
  - 血痕3 警科研・湯川愛子の鑑定ファイル（2010年1月25日） - 殿村泰男 役
  - 赤かぶ検事奮戦記2（2010年10月18日） - 田所雄一 役
  - 警視庁心理捜査官・明日香 - 大貫裕也 役
    - 警視庁心理捜査官・明日香1（2011年2月28日）
    - 警視庁心理捜査官・明日香2（2012年2月13日）
    - 警視庁心理捜査官・明日香3（2013年1月7日）
    - 警視庁心理捜査官・明日香4（2014年6月16日）
    - 警視庁心理捜査官・明日香5（2016年5月16日）

  - ヤメ判 新堂謙介 殺しの事件簿3（2014年5月26日） - 石渡武史 役
  - 警視庁機動捜査隊216V「まだ見ぬ夜明け」（2015年12月21日） - 溝口治郎 役
  - 新・浅見光彦シリーズ2「後鳥羽伝説殺人事件」（2018年2月26日） - 野上哲男 役
  - 十津川警部シリーズ5「京都・嵯峨野殺人迷路」（2018年4月9日） - 若杉敏郎 役 ※内藤剛志版

#### フジテレビ系
- 翔んだカップル（1980年） - 古文教師 役
- 新・翔んだカップル（1984年）
- TVオバケてれもんじゃ 第4話「紙テープはスーパースターの夢を見る!!」（1985年） - コメディアン 役
- 親戚たち（1985年）
- 月曜ドラマランド 悪魔くん（1986年） - メフィスト 役
- クセになりそな女たち（1987年）
- 窓を開けますか?（1988年） - 神田完次 役
- さよなら李香蘭（1989年）
- 世にも奇妙な物語
  - 「チャネリング」（1991年） - 高野天山 役
- 君たちがいて僕がいる1（1992年） - 明智光秀
- 振り返れば奴がいる（1993年1月 - 3月） - 稲村寛 役
- 鬼平犯科帳 第4シリーズ 第19話「おしゃべり源八」（1993年5月12日） - 久保田源八 役
- 時をかける少女（1994年） - 福島隆司 役
- 金曜エンタテイメント
  - 美人三姉妹温泉芸者が行く!1 那須なみだ雪殺人事件（1995年2月） - 野崎俊夫 役
  - 姑は名探偵芹澤雅子 八丈島南国リゾート殺人事件（1997年7月） - 伊勢隆一 役
  - 最後のストライク（2000年7月28日） - 阿南準郎 役
- こんな恋のはなし（1997年7月 - 9月） - 坂井和宏 役
- ナニワ金融道3（1998年） - 軽薄一郎 役
- GTOドラマスペシャル（1999年6月29日） - 聖アカデミー学園校長 役
- お水の花道 - 清野マネージャー 役
  - お水の花道 女30歳ガケップチ（1999年1月 - 3月）
  - 新・お水の花道（2001年4月 - 6月）
- 盤嶽の一生 第9話「げんこつ親分」（2005年5月9日、時代劇専門チャンネル）-徳三 役
- はだしのゲン（後編）（2007年8月11日） - 吉田英造 役
- 名古屋やっとかめ探偵団（2010年6月20日、東海テレビ制作） - 生田ハツ 役
- 金曜プレステージ
  - いじわるばあさん3（2011年1月28日） - 不動産屋 役
  - 夏樹静子・作家40年記念「第三の女」（2011年12月2日） - 薊野刑事
- 金曜プレミアム さよなら!おばさんデカ 桜乙女の事件帖 ザ・ラスト（2017年） - 武島恭平 役

#### テレビ朝日系
- 暴れん坊将軍III（1988年 - 1990年） - め組の小頭・半次郎 役
- 豆腐屋直次郎の裏の顔（1990年 - 1992年） - 常山和之 役
- 外科医柊又三郎
  - 第1シリーズ（1995年7月 - 9月） - 北別府光太郎 役
  - 第2シリーズ（1996年10月 - 12月） - 恒川孝文 役
- ハンサムマン（1996年1月 - 3月） - 亀井基次郎 役
- チェンジ!（1998年10月 - 12月） - 長谷部則夫 役
- オヤジ探偵 第8話（2001年） - 片瀬乙松 役
- 鉄道員（2002年1月1日）
- 弟（2004年） - チンピラ 役
- ドラマスペシャル・断絶（2009年10月3日） - 北川勇作 役
- 科捜研の女 SEASON 11 第6話「VS仏像修復師！偽装された傷痕、消えた凶器の秘密!!」（2011年） - 片岡匠栄 役
- トットちゃん（2017年10月 - 12月） - 門山周通 役[20]
- ドクターY〜外科医・加地秀樹〜（2018年） - 清水権蔵
- 土曜ワイド劇場
  - 松本清張スペシャル・数の風景（1991年3月30日）
  - セールスレディは何を見た（1993年）
  - 家政婦は見た!13（1994年） - 谷口五郎 役
  - 下町女占い師 清香姐さんの人情事件簿（1995年5月）
  - 怪人食いしんぼ フグで殺す（1996年4月）
  - 名探偵由利麟太郎「蝶々殺人事件」（1998年） - 等々力警部 役
  - 広域警察3（2012年11月17日） - 川瀬透 役
  - タクシードライバーの推理日誌31（2012年12月8日） - 杉田雅信 役
  - おかしな刑事12（2015年7月25日） - 篠原康正 役
- 相棒 season21 元旦スペシャル 「大金塊」（2023年1月1日） - 串田純哉 役[21]
- 無用庵隠居修行9（2025年9月23日〈予定〉） - 久庵 役[22]

#### テレビ東京系
- パパこげてるョ!（1987年）
- 新・パパこげてるョ!（1987年 - 1988年）
- 月曜・女のサスペンス「ラブレター」（1990年2月12日）
- 松本清張ドラマスペシャル・眼の気流（1994年9月15日）
- 豊臣秀吉 天下を獲る!（1995年） - 木下弥右衛門 役
- 女と愛とミステリー
  - 西村京太郎サスペンス「脅迫者 平凡な下町主婦を襲う恐怖」（2001年10月） - 五十嵐好三郎 役
  - 「みちのく蕎麦街道殺人事件」（2003年）
- 水曜ミステリー9
  - 西村京太郎サスペンス トラベルライター 榊佑子の殺人紀行（2008年） - 片山警部 役
  - 旅行作家・茶屋次郎6 (2006年) - 丸目源八 役
  - 新・旅行作家 茶屋次郎13（2016年） - 宍戸大二郎 役

#### WOWOW
- 翳りゆく夏（2015年） - 野村支局長 役
- しんがり 山一證券 最後の聖戦（2015年9月20日 - 10月25日） - 花瀬俊太郎 役

#### その他
- 時代劇法廷 CASE3「被告人は田沼意次」（2011年2月13日、時代劇専門チャンネル） - 田沼意次 役
- 深夜食堂 -Tokyo Stories- 32話（2016年、Netflix） - ケセラ世良夫 役

### 映画
- 下落合焼とりムービー（1979年） - 大山厳 役
- 拳銃殺陣師 第一部死闘篇（1979年） - 黒沼進 役
- 陽炎座（1981年） - 駅員 役
- キッドナップ・ブルース（1982年） - タクシー運転手 役
- ヘリウッド（1982年） - ナベ島神父 役
- 喜劇 家族同盟（1983年） - キーコ 役
- ロケーション（1984年） - 赤岩 役
- 男はつらいよ 夜霧にむせぶ寅次郎 （1984年） - 福田栄作 役
- イタズ 熊（1987年） - 田代栄治 役
- マルサの女（1987年） - リネンサービス社長 役
- ゴルフ夜明け前（1987年） - 陸奥陽之助 役
- 遺産相続（1990年） - 鳥井忠雄 役
- 超少女REIKO（1991年） - 九藤俊夫 役
- 息子（1991年） - 主任 役
- 蕾のルチア（1992年） - タクシー運転手 役
- 四十七人の刺客（1994年） - 一文字屋 役
- 難波金融伝・ミナミの帝王（1996年） - 板橋（加東） 役
- CAB（1996年） - 斎藤文雄 役
- ラヂオの時間（1997年） - 鴨田巌 役
- 育子からの手紙（2010年） - 副島悟 役
- 歌う！ヒットマン（2011年） - 丸ノ内義雄 役
- ばななとグローブとジンベイザメ（2013年） - 佐藤瑛作 役
- じんじん（2013年） - 高峰庄太 役
- ある取り調べ（2015年）

### 舞台

#### 劇団東京ヴォードヴィルショー公演
- 『その場しのぎの男たち』（1992年・1994年・2003年・2013年[23]・2023年・2024年） - 陸奥宗光 役

#### 劇団外出演
- 佐藤B作プロデュース公演・吉ちゃんの黄色いカバン（1986年） - ガタやん 役
- 竜馬の妻とその夫と愛人（2000年） - 菅野覚兵衛 役
- 社長放浪記（2007年）
- 香華（2010年）
- 女たちの忠臣蔵（2012年）
- ヘンリー四世 第一部 -混沌-・第二部 -戴冠-（2016年11月-12月、新国立劇場 中劇場） - フォールスタッフ 役 [24]
- 悪魔と天使（2019年） - 渋井新 役
- サンシャイン・ボーイズ（2022年・2024年） - アル・ルイス 役[25]
- ザ・空気 ver.3 そして彼は去った…（2021年） - 主演・横松輝夫 役[26]
- 『本日も休診』（2021年11月12日～28日 ／明治座） - 楠田役
- 閃光ばなし（2022年9月26日 - 10月2日、ロームシアター京都 / 10月8日 - 29日、東京建物 Brillia HALL） - 野田中報労 役[27][28][29]
- 逃奔政走-嘘つきは政治家のはじまり？-（2024年7月5日 - 16日、三越劇場 / 7月20日・21日、京都劇場）[30]
- 台風23号（2024年10月5月 - 27日、THEATER MILANO-Za / 11月1日 - 4日、森ノ宮ピロティホール / 11月8日・9日、穂の国とよはし芸術劇場PLAT 主ホール）[31]
- ラスト・サパー（2024年12月11日 - 15日、SPACE 雑遊） - 声の出演[32]
- 地上最後の冗談（2025年2月18日 - 23日、OFF・OFFシアター）[33]
- 陽気な幽霊（2025年5月、シアタークリエ / 6月、梅田芸術劇場 シアター・ドラマシティ / 6月、福岡市民ホール 中ホール） - ブラッドマン博士 役[34]
- 紅い落葉（2025年8月16日・17日〈予定〉、シアタートラム）[35]
- また本日も休診〜山医者のうた〜（2025年10月11日 - 11月22日、博多座 他）[36][37]

### 人形劇
- ひげよさらば（1984年4月2日 - 1985年3月18日、NHK総合） - オオグライ 役

### バラエティ
- 欽ちゃんの週刊欽曜日（TBS）
- クイズ日本人の質問（NHK総合） - もの知り博士※井上順と交互に出演
- おはよう!こどもショー（日本テレビ）
- ムーブ・テレビ進学塾（TBS）
- 行列のできる法律相談所（日本テレビ）
- 笑っていいとも（フジテレビ）
- 学校へ行こう!（TBS） - マナーの猫進行
- ぶらり途中下車の旅（日本テレビ）※ヴォードヴィルショーの劇団員である山口良一が旅人の時に稽古場から出演
- 2時っチャオ!（2008年11月5日放送、TBS） - 「てっぱんしゃべっチャオ!」コーナー出演
- いい旅・夢気分（テレビ東京）※渡る世間の共演者・村田雄浩、角野卓造と旅をしている
- オールスター感謝祭（TBS）
- 土曜スペシャル（テレビ東京）※出演の他、ナレーションも担当している
- 紳助社長のプロデュース大作戦!（ - 2011年8月、TBS）→もてもてナインティナイン（2012年1月17日 - 、TBS） - 「お見合い大作戦」進行

### ラジオ
- Changeの瞬間 〜がんサバイバーストーリー〜 （2020年7月26日・8月2日、朝日放送ラジオ）[38]

### CM
- キヤノン販売　計算機（1980）
- 岩堀金属 ピエット電子ライター（1982年）
- 日立製作所 カラオケ 三役さん（1983年）
- 商工会議所 マルケイ融資（1985年）
- ハウス食品 冷やし中華（1985年）
- 郵政省（1986年）
- まるか食品 ペヤング ソース焼そば（1986年）
- 小林製薬
- 鳥取銀行
- オリオンビール - 沖縄ローカル オリオンドラフトビールのナレーション
- サントリー - BOSSコーヒー食後の余韻 ポスト篇・議員篇の議員役
- 立花食品

## 音楽
- 花は咲く 花は咲くプロジェクト - NHK東日本大震災復興応援ソング

## 受賞
- 1986年 第21回紀伊國屋演劇賞 個人賞（『佐藤B作プロデュース公演・吉ちゃんの黄色いカバン』）[2]
- 2022年 第47回菊田一夫演劇賞 演劇賞（『サンシャイン・ボーイズ』）[3][39]
- 2024年 第45回松尾芸能賞 優秀賞（『その場しのぎの男たち』『サンシャイン・ボーイズ』）[19][4]